# Никола Рањина
Никола Рањина (лат. Nicolaus de Ragnina, итал. Niccolo di Ragnina; Дубровник, 1494 — Дубровник, 1582), такође познат и као Никша Рањина, био је дубровачки племић, државник, књижевник и историчар. Припадао је угледној дубровачкој племићкој породици Рањина. Почевши од 1514. године био је члан дубровачког Великог већа, а потом је обављао разне јавне дужности, укључујући и највишу државну функцију кнеза Дубровачке републике, на коју је биран у четири наврата, у периоду између 1565. и 1579. године. Бавио се књижевним и историографским радом и састављањем антологија и летописа. Сва његова дела остала су у рукопису, а објављена су тек накнадно.

## Annali di Ragusa
Проучавајући прошлост Дубровника и Далмације, Никола Рањина је око 1558. године саставио историографско дело под насловом: Дубровачки летописи (лат. Annali di Ragusa). Написано на италијанском језику, дело обухвата историју Дубровника у периоду од 457. do 1552. године. Рањина се приликом израде свог дела ослањао на раније дубровачке летописе, као и на историографско дело свог старијег савременика и земљака Лудовика Цријевића Туберона (лат. Commentaria temporum suorum). Рањина је познавао и одломке о историји Дубровника и Далмације из историографских радова византијског цара Константина VII Порфирогенита (945-959). Прилиликом састављања свог дела, Рањина је усвајао разне мотиве који ће се нешто касније појављивати и у делима Мавра Орбинија, Јакова Лукаревића и Ивана Луцића, тако да дело Рањине има посебан значај за проучавање генезе спорног списа који је у историографији постао познат као Летопис попа Дукљанина.